# Quinto Giunio Bleso
Quinto Giunio Bleso (in latino Quintus Iunius Blaesus; ... – 31) è stato un politico e militare romano.

## Origini familiari
Bleso proveniva da una famiglia non nobile, infatti nessuno dei suoi antenati è conosciuto. Sappiamo che era zio materno di Seiano, prefetto del pretorio sotto Tiberio, attraverso sua sorella Giunia, moglie prima di Quinto Elio Tuberone e poi di Lucio Seio Strabone.

## Biografia

### Carriera politica e militare

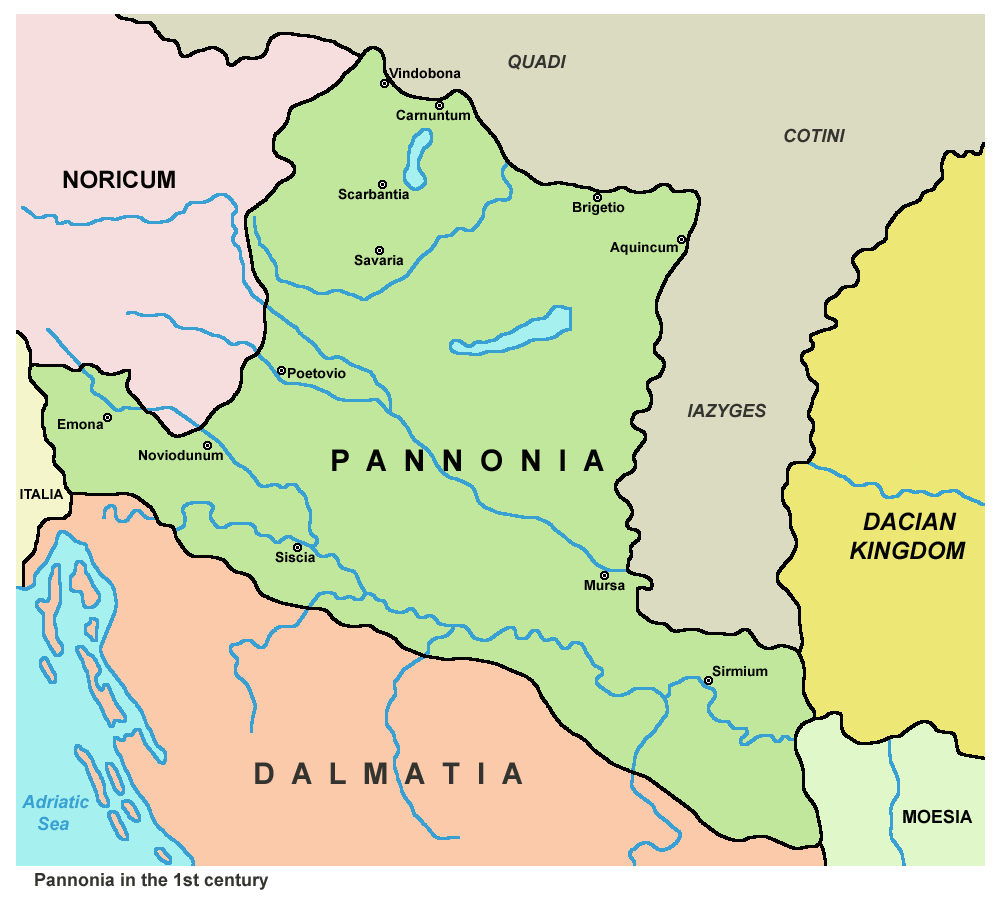
Mappa della provincia romana della Pannonia nel I secolo.

#### Gli inizi (10-14)
Bleso apparteneva alla classe degli homines novi e il suo primo incarico politico accertato è il consolato suffectus nel 10. Nel 14, anno in cui morì Augusto, Bleso si trovava in Pannonia come legato a capo delle legioni VIII Augusta, VIIII Hispana e XV Apollinaris; queste, dopo la morte dell'imperatore, si ribellarono al nuovo Principe, istigate da un certo Percennio. Quando Bleso venne a sapere dell'intenzione dei suoi soldati disse:
(Bleso da Tacito, Annales, I, 18.)
Bleso riuscì a calmare i soldati con i suoi discorsi, ma questi volevano comunque che le loro richieste venissero accordate da Tiberio. Bleso, suo malgrado, dovette accettare queste condizioni e per portare la parola dei legionari a Roma fu scelto proprio il figlio di Bleso, allora tribuno militare. Intanto però la notizia della rivolta era giunta anche ai soldati di stanza a Nauporto che, fatto prigioniero il prefetto del campo Alfidieno Rufo, iniziarono a rivoltarsi contro i centurioni e razziarono i villaggi circostanti. Questi tornarono poi all'accampamento principale e riportarono il disordine anche tra i soldati che erano stati calmati; Bleso cercò di mettere paura uccidendo alcuni fomentatori ma, nella confusione generale, questi fuggirono e si liberarono anche i prigionieri di guerra. Intanto un semplice soldato, Vibuleno, venne alzato sulle spalle dei compagni e fomentò ancora la rivolta accusando Bleso di uccidere indegnamente i suoi stessi soldati. Il caos prese a quel punto il sopravvento: furono razziate le tende dei tribuni e del prefetto del campo, il centurione Lucilio fu ucciso, tutti gli altri ufficiali fuggirono tranne Giulio Clemente, che, essendo il meno crudele con i soldati, fu scelto per recare i loro messaggi ai superiori, e infine l'ottava e la quindicesima legione vennero quasi alle armi per decidere la sorte del centurione Sirpico. Tiberio venne a sapere della rivolta e decise allora di inviare il figlio Druso minore per reprimerla. Druso riuscì a mettere fine alla rivolta uccidendo Percennio e Vibuleno e massacrando gli altri sobillatori.

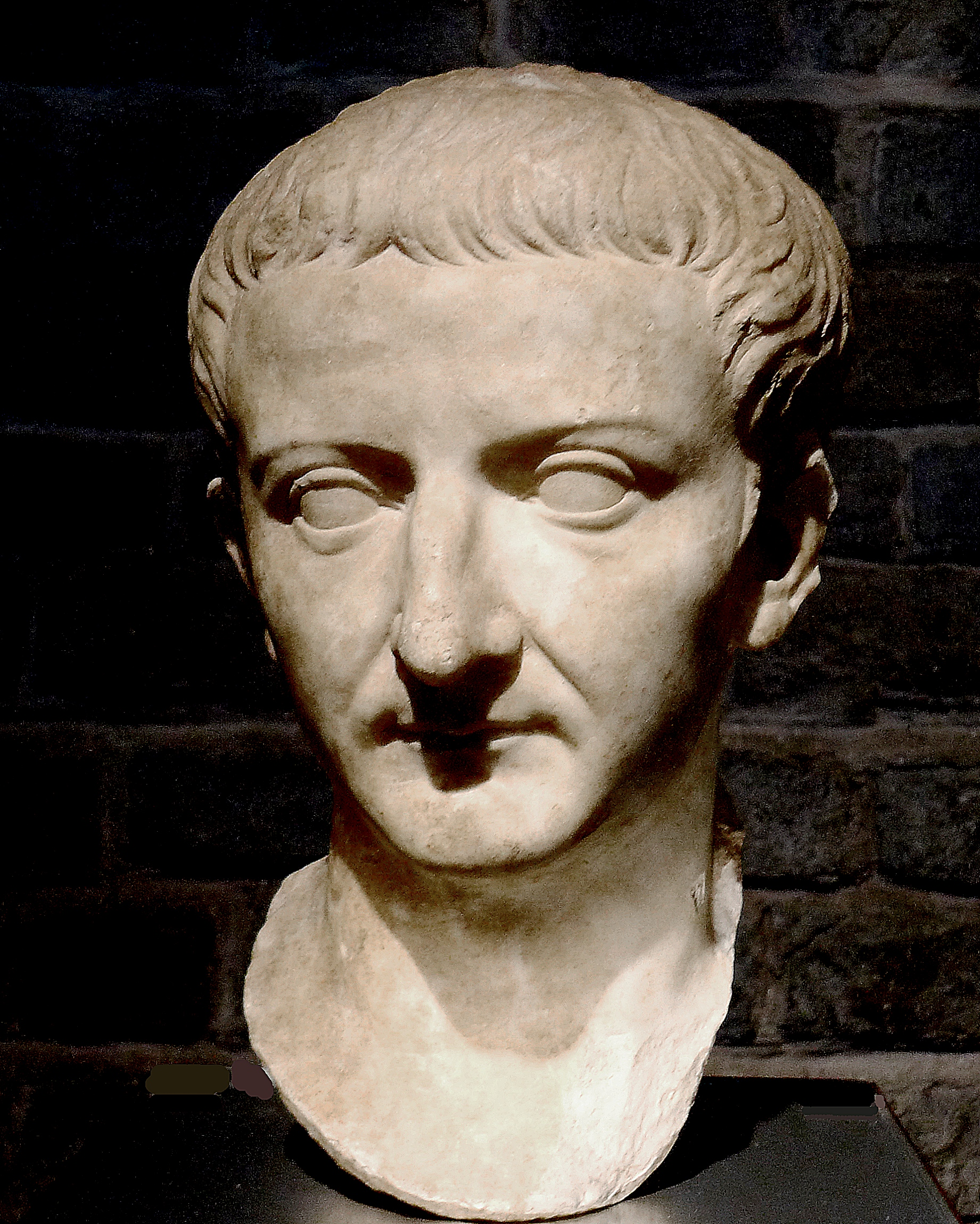
Busto di Tiberio, imperatore al tempo di Bleso (Römisch-Germanisches Museum, Colonia)

#### Il proconsolato in Africa e il trionfo (21-23)
Di lui non si hanno notizie fino al 21, quando Bleso partecipò alla corsa per il proconsolato d'Africa: grazie alla sua parentela con il potente Seiano, riuscì a guadagnarsi il posto facendo ritirare Marco Emilio Lepido. L'Africa in quell'anno era scossa da una nuova rivolta di Tacfarinas, ed era quindi necessario mandare un proconsole esperto di guerra. Nell'anno successivo il mandato di Bleso fu prorogato dal Senato. Fu inoltre tributato a Bleso il trionfo per ordine diretto dell'imperatore che dichiarò che lo faceva per rendere onore a Seiano, anche se le imprese di Bleso erano state di per sé degne di questo onore. Tecfarinas, intanto, inviò degli ambasciatori a Tiberio stesso e l'imperatore, oltraggiato da questa cosa, ordinò a Bleso di corrompere gli alleati del rivoltoso offrendogli l'impunità e di catturarlo immediatamente. Bleso, per sconfiggere l'esercito di Tacfarinas, organizzò una nuova tattica militare: poiché i ribelli non volevano una battaglia ma facevano scorribande in tutti i territori romani, Bleso divise l'esercito in tre parti, una comandata da lui stesso, una da suo figlio e l'altra dal tribuno Cornelio Scipione. In questo modo respinse sempre di più le forze avversarie e, catturato il fratello di Tacfarinas, Tiberio decise di concedergli l'onore di essere chiamato imperator, cosa che fece per l'ultima volta nella sua vita. Dopo le imprese di Bleso, Tiberio ordinò di far rientrare la VIIII legione anche se il nemico non era stato sconfitto totalmente, lasciando il nuovo proconsole Dolabella a corto di soldati. Nonostante ciò, Dolabella riuscì a uccidere Tacfarinas e sedare la rivolta, ma Tiberio non gli volle concedere il trionfo per non oscurare Bleso e per non fare un torto alla famiglia di Seiano.

#### Caduta e morte (31)
Niente si sa fino al 31, quando Seiano cadde in disgrazia e venne condannato a morte; in quello stesso anno Bleso, colpevole di essere stato un amico del rinnegato perfetto del pretorio decise di uccidersi, per non incorrere nella furia del Principe.

### Discendenza
Bleso ebbe almeno due figli: uno, Quinto, lo seguì sia in Pannonia che in Africa e diventò console suffectus nel 26, mentre dell'altro, di cui non conosciamo neppure il prenome, sappiamo che diventò probabilmente suffectus nel 28. Comunque, entrambi si suicidarono nel 36, poiché temevano anche loro di incappare nella vendetta di Tiberio, che li stava spogliando di ogni onore dopo la morte di Seiano e del padre. Il suo ultimo discendente conosciuto è stato il nipote Giunio Bleso, governatore della Gallia Lugdunense durante l'anno dei quattro imperatori, che fu fatto assassinare da Vitellio.